# Stephanomeria
Stephanomeria là một chi thực vật có hoa trong họ Cúc (Asteraceae).

## Loài
Chi Stephanomeria gồm các loài: